# 日本弁理士会
日本弁理士会（にほんべんりしかい、英: Japan Patent Attorneys Association、略称：JPAA）は、弁理士法に基づいて1922年（大正11年）5月に設立された弁理士に関する法人であり、すべての弁理士に加入が義務づけられた強制加入団体である。経済産業省所管の認可法人であったが、2002年8月29日に特別民間法人となる。

## 概要
弁理士法（平成12年法律第49号）第56条は、日本弁理士会の設立及び目的等について以下のとおり定めている。

第五十六条 弁理士は、この法律の定めるところにより、全国を通じて一個の日本弁理士会（以下この章において「弁理士会」という。）を設立しなければならない。

2 弁理士会は、弁理士の使命及び職責にかんがみ、弁理士の品位を保持し、弁理士の業務の改善進歩を図るため、会員の指導、連絡及び監督に関する事務を行い、並びに弁理士の登録に関する事務を行うことを目的とする。

3 弁理士会は、法人とする。

日本弁理士会は、上記の目的を達成するために、会員である弁理士への研修や、産業財産権制度に関する研究及び普及活動を行うとともに、弁理士の登録に関する事務を行っている。
また、弁理士法第17条は、弁理士となるためには日本弁理士会に登録しなければならないと定めている。このため、全ての弁理士は日本弁理士会の会員である。
カタカナ表記、文語体の旧法（大正10年法）では、弁理士会という名称であったが、2000年（平成12年）に制定され、2001年（平成13年）に施行されたひらがな表記、口語体の新法（平成12年法、平成12年法律第49号）が日本弁理士会という名称に変更した。
日本弁理士会の会員数は、10,373（うち、弁理士（自然人）10,180、特許業務法人193）である（2013年11月30日現在）。2022年4月30日の会員数は、弁理士（自然人）11,634、特許業務法人327である。

## 沿革
- 1899年に特許代理業者登録規則が制定された[2]。1899年に最初に登録されたのは138名。
- 1909年に特許弁理士令（明治42年10月25日勅令300号）及び特許弁理士試験規則が制定された[2][3]。「特許代理業者」を「特許弁理士」と改称した[4]。
- 1915年に日本特許弁理士会が設立された[2]。日本特許弁理士会は弁理士会の前身となる団体である。
- 1921年（大正10年）に弁理士法が公布され、「特許弁理士」という名称が「弁理士」という名称に変更した[4]。
- 1922年（大正11年）に弁理士法が施行されるとともに、弁理士会が設立され、弁理士会会則が制定された[2][4]。
- 1938年に弁理士は弁理士会に強制加入するように弁理士法が改正された[2]。
- 2000年4月18日に制定され、2000年4月26日に公布された弁理士法（平成12年4月26日法律第49号）で弁理士会という名称が日本弁理士会に変更された。

## 組織
日本弁理士会の組織について述べる。

### 総会
総会が日本弁理士会の最高意思決定機関である。総会は議決機関であり、会則を制定、改正する権限がある（会則90条1号）。直接民主制を採用しており、議決権は弁理士1人につき1個である（会則94条1項）。総会は定期総会と臨時総会に大別される（会則88条1項）。

#### 定期総会
定期総会は毎年、５月末日までに開催される（会則88条2項）。例えば、令和2年（2020年）5月29日、金曜日、令和5年（2023年）5月26日、金曜日などに弁理士会館で定期総会が開催された。
第1号議案から第5号議案は、例年、下記のようになっている。
第1号議案　本年度執行理事の選任の承認
第2号議案　前年度事業報告の承認
第3号議案　前年度決算の承認
第4号議案　本年度事業計画の承認
第5号議案　本年度予算の承認

#### 臨時総会
慣例として、通常、2月又は3月に臨時総会が開催される。

### 執行役員会
執行役員会は会長、副会長及び執行理事から構成される（会則69条1項）。執行役員会は執行機関であり、原則として、毎週、水曜日に開催される。
会長は1人であり、任期は2年。副会長は８人であり、任期は1年。執行理事は20人以内。会長及び副会長は選挙で選任される。これに対して、執行理事は選挙で選任されない。

#### 日本弁理士会会長
1954年度（昭和29年度）以前、12名の理事から理事長が互選された。理事の任期は2年であり、毎年、半数が交代した。
1955年度（昭和30年度）以降、会長及び副会長という制度が導入される。
2006年度（平成18年度）までは会長の任期は1年であったのに対して、2007年度（平成19年度）から会長の任期は2年になった。
2007年（平成19年）4月から2009年（平成21年）3月まで中島淳
2009年（平成21年）4月から2011年（平成23年）3月まで筒井大和
2011年（平成23年）4月から2013年（平成25年）3月まで奥山尚一
2013年（平成25年）4月から2015年（平成27年）3月まで古谷史旺
2015年（平成27年）4月から2017年（平成29年）3月まで伊丹勝
2017年（平成29年）4月から2019年（平成31年）3月まで渡邊敬介。
2019年（平成31年）4月から2021年（令和3年）3月まで清水善廣。
2021年（令和３年）4月から2023年（令和5年）3月まで杉村純子。
2023年（令和5年）4月から鈴木一永。
2025年（令和7年）4月から北村修一郎。

#### 日本弁理士会副会長
副会長の人数は変遷している。
1955年度（昭和30年度）から1959年度（昭和34年度）　2人、任期1年
1960年度（昭和35年度）から1966年度（昭和41年度）　4人、任期1年
1967年度（昭和42年度）から1987年度（昭和62年度）　6人、任期1年
1988年度（昭和63年度）から1991年度（平成3年度）　7人、任期1年
1992年度（平成4年度）以降　8人、任期1年

### 常議員会
常議員会は常議員及び外部常議員から構成される（会則75条1項）。常議員会は総会と同様に議決機関であり、総会に付する議案について事前に審議する（会則78条1号）。
常議員は60人以内であり、任期は２年。常議員は選挙で選任される。
常議員選挙は毎年あり、30人が選出される。常議員選挙については複数の選挙区があり、各選挙区に常議員の人数を割り当てるしくみがある。令和になってからは、関東選挙区が20人、関西選挙区が6人となっている。
外部常議員は5人以内であるが、2019年度以降、外部常議員は2人が選任されている。2022年度（令和4年度）から2025年度（令和7年度）の外部常議員は高林龍、及び、田村善之。

### 監事会
監事会は監事及び外部監事から構成される（会則82条1項）。監事は10人であり、任期は２年。監事は選挙で選任される。選挙は毎年あり、定員の半数が選出される。外部監事は5人以内であるが、2019年度、外部監事は2人。

### 外部意見聴取会
外部有識者から意見を聴取する（会則73条）。委員の任期は2年である。
令和4年度、令和5年度は下記の5人が委員に選任されている。
- 伊藤仁（元特許庁長官）
- 井上由里子（一橋大学大学院法学研究科教授）
- 髙部眞規子（弁護士、前高松高等裁判所長官）
- 長澤健一（キヤノン株式会社専務執行役員、一般社団法人日本経済団体連合会知的財産委員会企画部会長、日本ライセンス協会会長、一般社団法人日本知的財産協会副会長）
- 渡部俊也 （東京大学未来ビジョン研究センター教授）

### 付属機関
日本弁理士会の付属機関として、研修所（会則148条）、中央知的財産研究所（会則149条）、知的財産支援センター（会則150条）、国際活動センター（会則150条の3）、広報センター（会則150条の3の2）及び知的財産経営センター（会則150条の3の3）が設置されている。

#### 研修所
弁理士を対象とする研修を担当しており、研修には実務研修（新人研修）、継続研修及び特定侵害訴訟代理業務能力担保研修がある。
2018年に継続研修及び実務研修が始まった。2018年以前は弁理士登録前に実務研修はされておらず、弁理士登録後に実務研修をしていた。
所長は1人。令和元年度、副所長は11人。
令和元年度、所長は中川裕幸。

#### 中央知的財産研究所
1996年に日本弁理士会の付属機関として中央知的財産研究所が設立された。中央知的財産研究所は、長期的及び国際的視野から内外の知的財産及び弁理士に関する諸問題についての調査、研究及び情報の提供並びにこれらに関連する諸事業を行うことにより、知的財産権制度及び弁理士制度の健全な発展に資することを目的とする（会則149条2項）。
研究員が知的財産について調査、研究を行っているが、研究員は会員外研究員と会員内研究員に大別される。会員外研究員には、高林龍早稲田大学教授、土肥一史一橋大学名誉教授、田村善之東京大学教授、竹中俊子ワシントン大学教授、茶園成樹大阪大学教授、上野達弘早稲田大学教授、鈴木將文名古屋大学教授、愛知靖之京都大学教授、平島竜太筑波大学教授、前田健神戸大学准教授など知的財産で高名な先生が揃っている。会員内研究員は弁理士から選任される。
研究成果は公開フォーラムで発表されたり、別冊「パテント」から刊行される。
平成30年度〜令和3年度、所長は伊丹勝。副所長は10人。
令和4〜5年度、所長は中村仁。

#### 知的財産支援センター
1999年（平成11年）4月1日に日本弁理士会の付属機関として知的財産支援センターが設立された。知的財産支援センターは、知的創造活動並びに国内外の知的財産権の取得及び活用に関する支援を行うことにより、知的財産権制度の発展に貢献することを目的とする（会則150条2項）。
2009年度において、センター長１人、副センター長8人、運営委員81人であり、総務部、出願等援助部、第1事業部、第2事業部及び第3事業部がある。
平成30年度、平成31年度（令和元年度）及び令和2年度、センター長は羽鳥亘。副センター長は10人。
令和5年度、センター長は宮澤孝。

#### 国際活動センター
2005年（平成17年）4月1日に日本弁理士会の付属機関として国際活動センターが設立された。国際活動センターは、知的財産の保護及び弁理士業務に関して日本弁理士会の国際活動を継続的かつ統一的に行い、もって知的財産制度の発展に寄与することを目的とする（会則150条の３第２号）。
令和元年度、センター長は本多敬子。副センター長は12人。
令和2年度、センター長は渡邉伸一。

#### 広報センター
2010年（平成22年）4月1日に日本弁理士会の付属機関として広報センターが設立された。広報センターは、知的財産の保護及び弁理士業務に関して本会の広報活動を継続的かつ統一的に行い、もって知的財産制度の発展に寄与することを目的とする（会則150条の3の2第2項）。
令和元年度には100人近い弁理士が広報センターに所属している。これらの弁理士の所在地は東京都内とは限らず、日本全国である。
原則として月に一回、会議が開催されるが、慣例として8月は休会になる。
広報センターには企画総務部、第1事業部、第2事業部、第3事業部及び会誌編集部が設けられている。
- 企画総務部は、広報センターの運営及び活動について企画、立案する。
- 第1事業部は、弁理士の日記念事業などのイベントを担当する。
- 第2事業部は、記者会見などマスコミへの情報発信を担当する。
- 第3事業部は、広報誌「パテント・アトーニ―」を発行している。
- 会誌編集部は、月刊「パテント」の編集を担当している。

令和元年度から令和4年度までセンター長は井澤幹。副センター長は10人。
令和5年度から令和7年度までのセンター長は茜ケ久保公二。令和5年度の副センター長は8人。
広報センターが中心となって、日本テレビが2023年4月12日、水曜日から放映するドラマ「それってパクリじゃないですか？」の制作に協力する。

#### 知的財産経営センター
知的財産経営センターには、2020年（令和2年）4月4日以降、企業支援事業部、活用支援事業部、価値評価事業部、コンサル事業部が設置されるとともに（内規第122号「知的財産経営センター運営規則」第7条）、統括会議、常務会などが開催される（内規第122号「知的財産経営センター運営規則」第9条）。
令和元年度、センター長は松浦喜多男。統括副センター長は5人、担当副センター長は15人。
令和5年度、センター長は津田理。

##### 技術・ブランド・知的財産ビジネスプランコンテスト
令和2年度から知的財産経営センターが運営するコンテストであり、技術・ブランド・デザインなどの知的財産を用いた、新たなビジネスプランが対象。表彰を受けたプランは、弁理士等によるフォローアップがなされる。

###### 第1回　令和2年度結果
- 日本弁理士会会長賞（1位）株式会社オシンテック
- 日本弁理士会特別賞（2位）株式会社ウェルナス
- 日本弁理士会奨励賞（3位）石川真理花

### 執行役員会設置委員会
いずれの委員会も、委員長及び副委員長が任命されている。
- 例規委員会
- 総合政策企画運営委員会
- 弁理士推薦委員会
- 財務委員会
- 弁理士法改正委員会
- 特許委員会
- 意匠委員会
- 商標委員会
- バイオ・ライフサイエンス委員会
- 著作権委員会
- 著作権委員会
- 貿易円滑化対策委員会
- 不正競争防止法委員会
- 業務対策委員会
- 特許制度運用協議委員会
- ADR推進機構
- 技術標準委員会
- 情報企画委員会
- 弁理士業務標準化委員会
- パテントコンテスト委員会
- 農林水産知財対応委員会
- 企業知財戦略検討委員会
- 経営基盤強化委員会

### 例規設置委員会
- 選挙管理委員会
- 綱紀委員会
- 不服審議委員会
- 審査委員会
- 紛議調停委員会
- コンプライアンス委員会
- 継続研修履修状況管理委員会
- 処分前公表審議委員会
- 防災会議

## 地域会

### 沿革

#### 最初の支部設立
地域会の起源は、1985年（昭和60年）2月1日に弁理士会近畿支部が大阪市に設置されたときに遡る。

#### 次の支部設立
近畿支部の次に、東海支部が名古屋市に設置された。

#### 最後の支部設立
2006年（平成18年）に関東支部などが設立され、日本全国に9支部があるという体制が確立した。

#### 支部名称変更
2019年（平成31年）4月1日付けで「支部」という名称が「地域会」という名称に変更した。原則として、○○支部が○○会に変更したのに過ぎないが、例外として、「近畿支部」は「関西会」に変更した。支部名称変更に伴って、「支部長」という役職の名称が「会長」に変わり、「副支部長」という役職の名称が「副会長」に変わった。

### 法人格
地域会に法人格はなく、日本弁理士会の内部組織に過ぎない。この点、日本弁護士連合会に法人格があり、各都道府県に設置されている弁護士会に別途、法人格があるのと異なる。

### 組織

#### 総会
各地域会でも本会と同様に総会が意思決定機関になる。

#### 役員会
各地域会で、会長、副会長などから構成される役員会がある。役員の役職は、会長、副会長、幹事及び監査役であるが、いずれの役職も選挙で選任されるものではなく、総会で承認される。

#### 委員会
各地域会の内部に委員会が設置されているが、委員会の数は地域会によって異なる。関東会には20前後の委員会が設置されており、地域会の中で最も多い。関東会では、東京委員会、神奈川委員会、千葉委員会のように各都道府県に対応した委員会が設置されている。これに対して、四国会、中国会などでは各県の窓口となる特許事務所が一つ指定されている。

### 管轄
太字は本部所在地
- 北海道会（北海道（本部札幌市））
- 東北会（宮城県（本部仙台市）・青森県・岩手県・秋田県・山形県・福島県）
- 北陸会（石川県（本部金沢市）・新潟県・富山県・福井県）
- 関東会（（本部東京都）・茨城県・栃木県・群馬県・埼玉県・千葉県・神奈川県・山梨県）
- 東海会（愛知県（本部名古屋市）・岐阜県・三重県・静岡県・長野県）
- 関西会（大阪府（本部大阪市）・滋賀県・京都府・兵庫県・奈良県・和歌山県）
- 中国会（広島県（本部広島市）・鳥取県・島根県・岡山県・山口県）
- 四国会（香川県（本部高松市）・徳島県・愛媛県・高知県）
- 九州会（福岡県（本部福岡市）・佐賀県・長崎県・熊本県・大分県・宮崎県・鹿児島県・沖縄県）

## 無料相談
いずれの地域会であっても、弁理士が知的財産権について無料相談を行っている。電話での相談も受け付けているが、地域会に設置された相談室に来訪して弁理士と対面して相談することもできる。
以下、主に弁理士と面談する無料相談について記載する。
通常、電話などで面談の日時を予約するのだが、関東会など一部の地域会ではインターネットを経由して直接、予約することができる。一回の相談時間は30分以内に限定されている。
無料相談の頻度は各地域会で異なる。例えば、関東会、関西会及び東海会では月曜日から金曜日まで無料相談を行っているが、中国会では一週間に一回、水曜日の午後に開催する。
相談時間などの制約もあり、無料相談で応じることができる範囲も自ずと制約される。例えば、30分という相談時間で出願書類や中間処理の書類を作成することは到底、できない。